# Santa Eulália de Arnoso
Santa Eulália de Arnoso ist ein Ort und eine ehemalige Gemeinde (Freguesia) im Norden Portugals.
Santa Eulália de Arnoso gehört zum Kreis Vila Nova de Famalicão im Distrikt Braga. Die Gemeinde hatte eine Fläche von 2,7 km² und 1112 Einwohner (Stand 30. Juni 2011).
Am 29. September 2013 wurden die Gemeinden Arnoso (Santa Eulália), Sezures und Arnoso (Santa Maria) zur neuen Gemeinde União das Freguesias de Arnoso (Santa Maria e Santa Eulália) e Sezures zusammengeschlossen.

## Bauwerke
- Kirche des Klosters von Arnoso